# Гауберк
Га́уберк (англ. hauberk) — один з різновидів лицарських обладунків, який виглядав як довга кольчуга, практично до колін, з капюшон і рукавицями, які могли бути або продовженням рукава, або окремим елементом. До гауберку лицарі, як правило, одягали кольчужні панчохи.

## Історія
Слово «гауберк» походить від давньофранкського halsberge, яке спочатку означало маленький шматок кольчуги, який захищав горло і шию (hals). Хто саме придумав цей предмет лицарських обладунків, невідомо, найдавніший екземпляр, відомий науці на сьогоднішній день, датується IV — V століттям до нашої ери, цю давню знахідку виявили на території Румунії в Чумешть.
Римський автор Марк Теренцій Варрон приписує винахід кольчуги кельтам. Римські армії стали використовувати подібні обладунки після зіткнення з кельтами. Гауберк поширювався в усьому світі з розширенням впливу римлян.
Гобелен з Байо ілюструє нормандських солдатів, що носять гауберки довжиною по коліно, з рукавами довжиною в три чверті. Гауберк з довгим рукавом і всіма елементами захисту могли дозволити собі лише заможні воїни. На виготовлення такої залізної «туніки» було потрібно досить багато матеріалу, часу і зусиль майстра.
Гауберк, що зберігається в Празькому Соборі — датуються XII століттям, є одним з найбільш ранніх збережених примірників з Центральної Європи, і, можливо, належав Вацлаву Святому.
У XIV столітті, з появою панцерних обладунків, гауберк поступово почав виходити з ужитку. Якийсь час поверх гауберка лицарі носили пластинчасті лати, але з часом багато хто відмовився від нього зовсім.

## Галерея

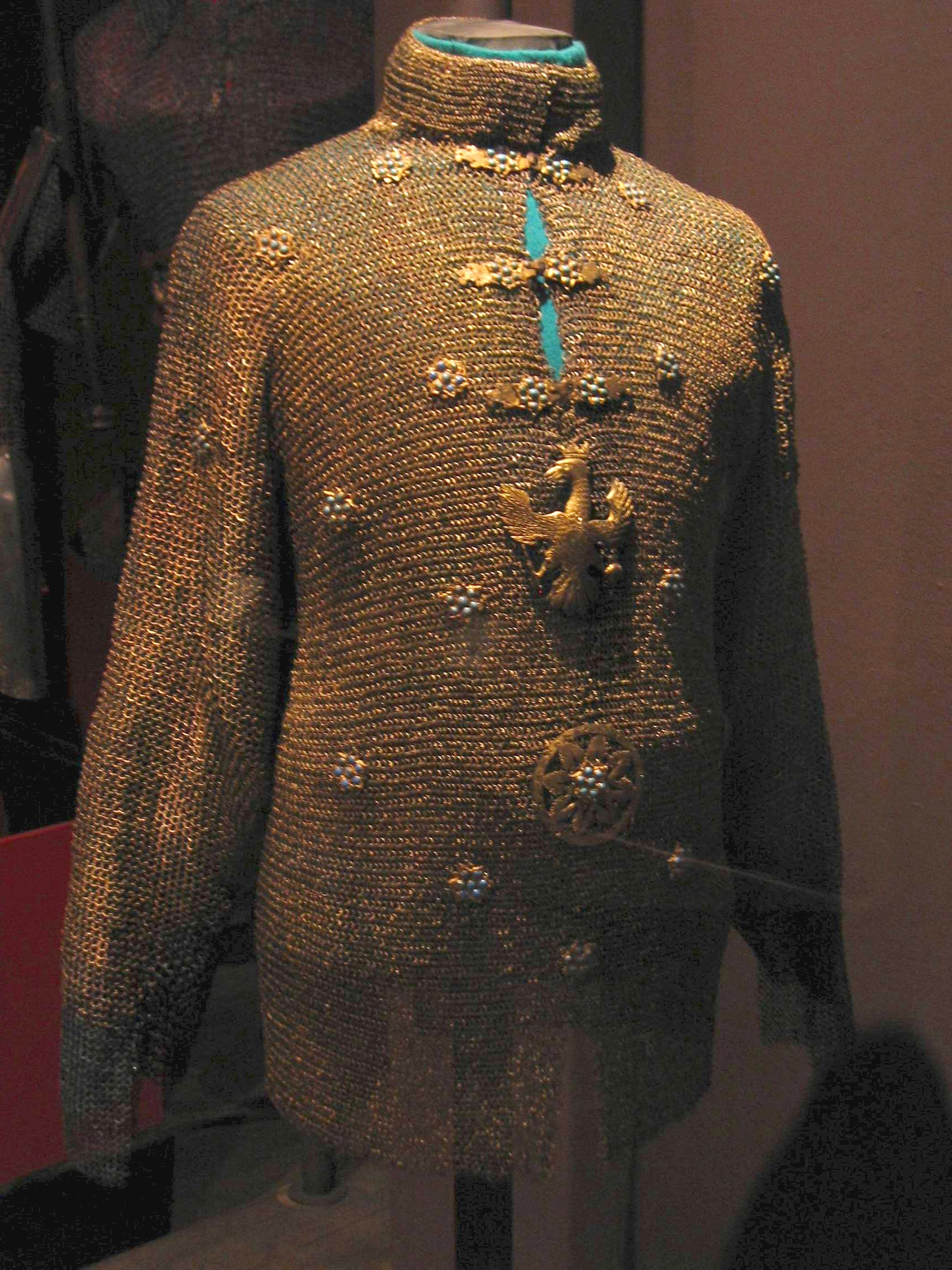
Польський гауберк
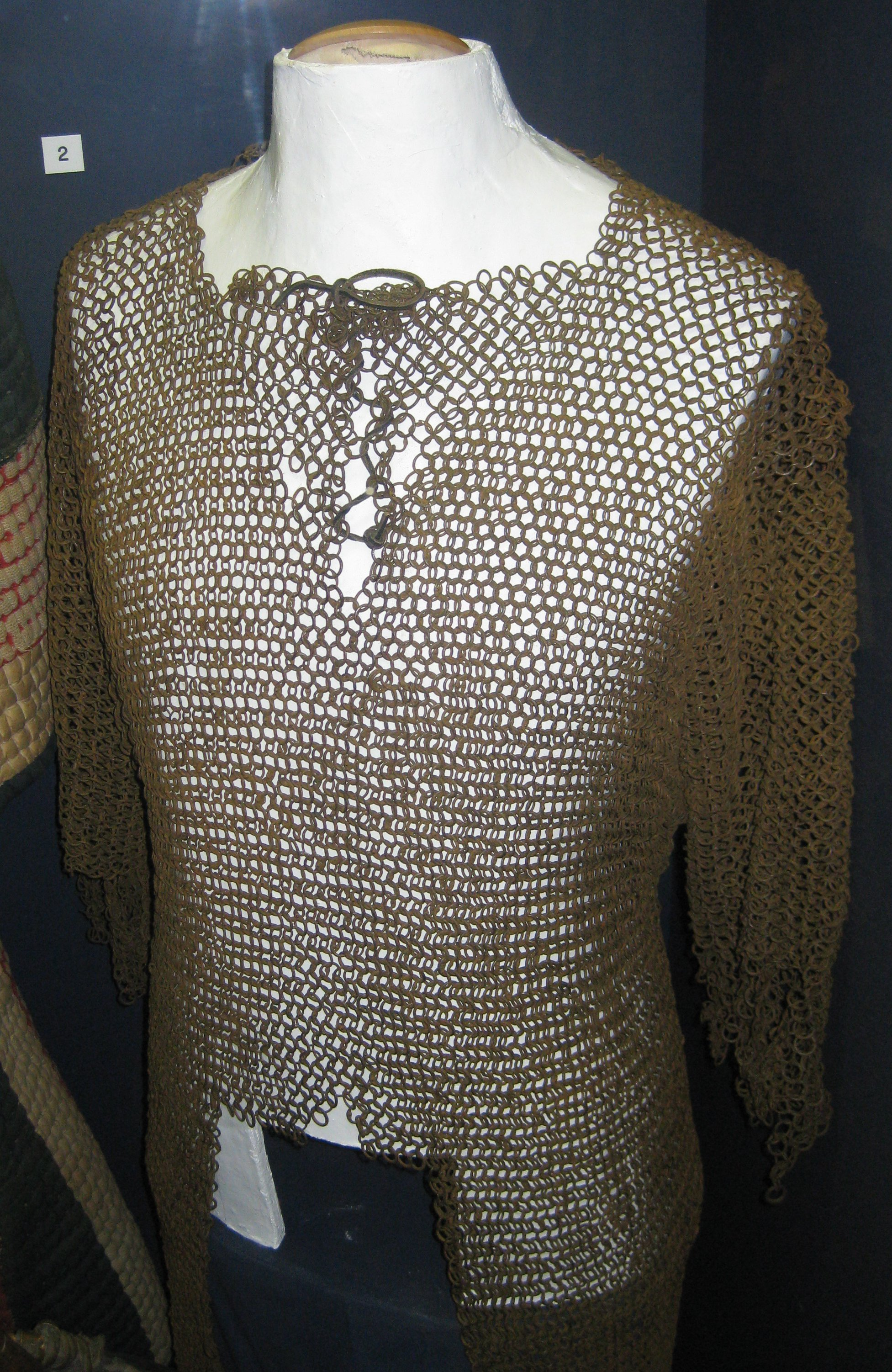
Суданський гауберк
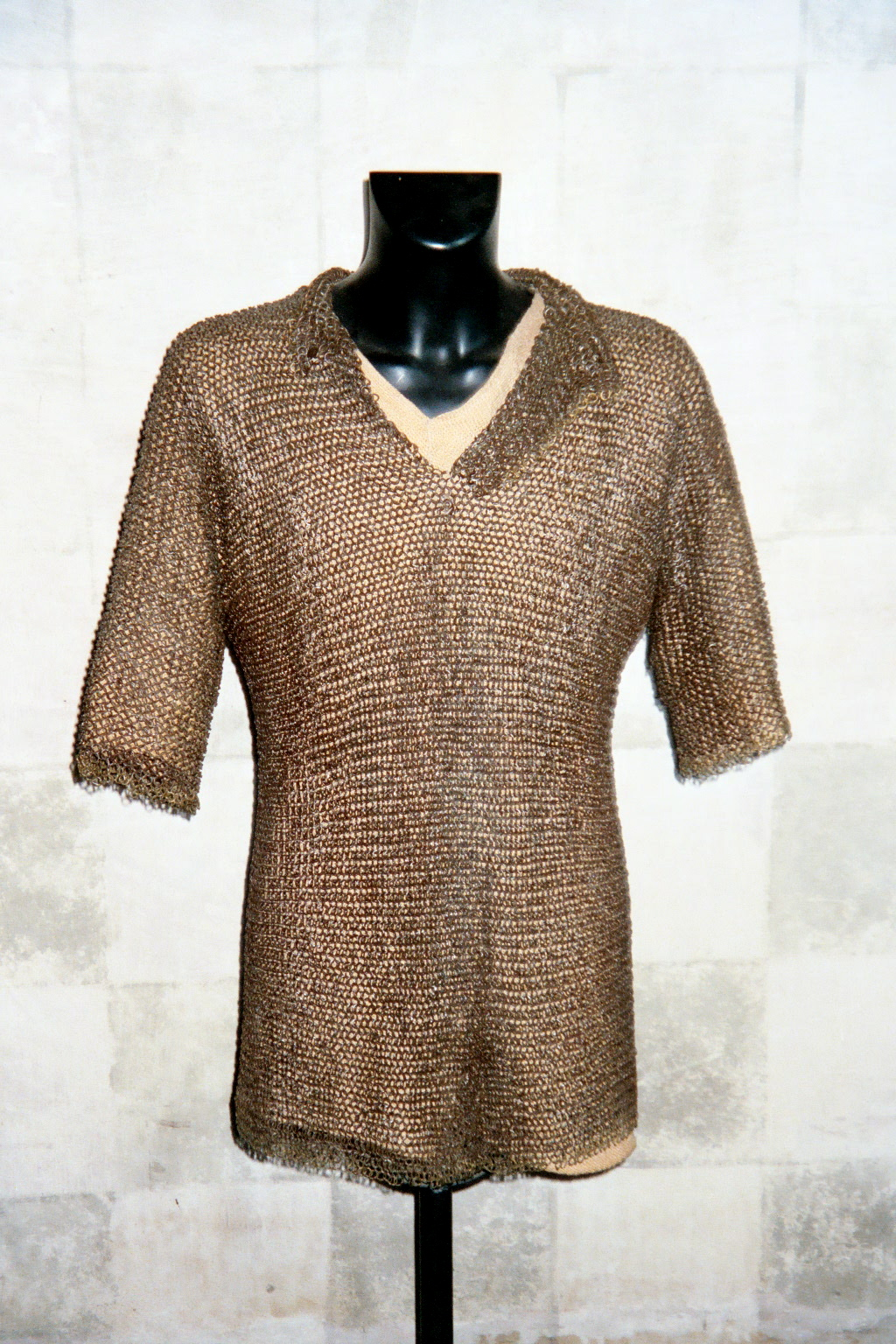
Європейський гауберк
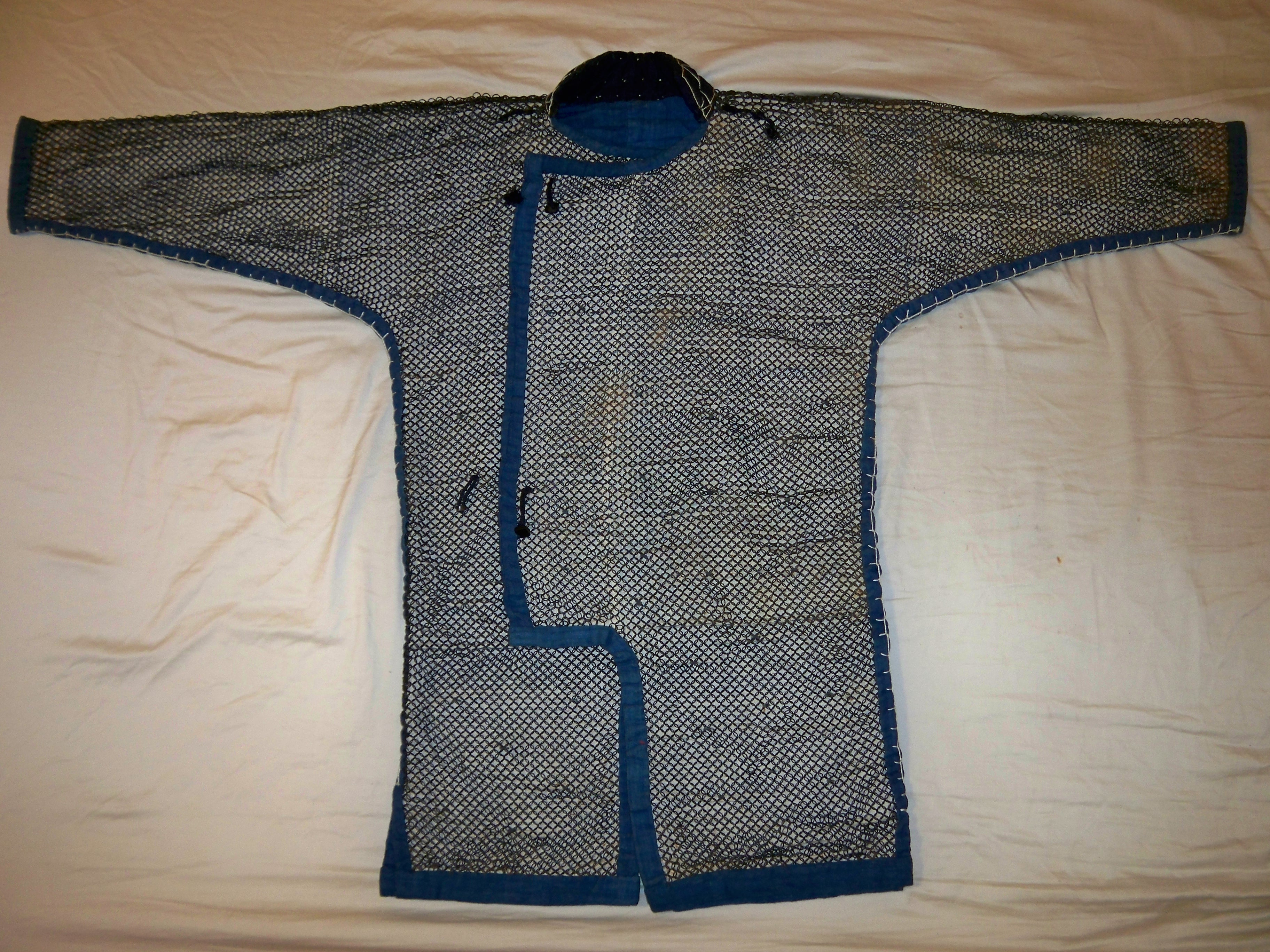
Японський гауберк
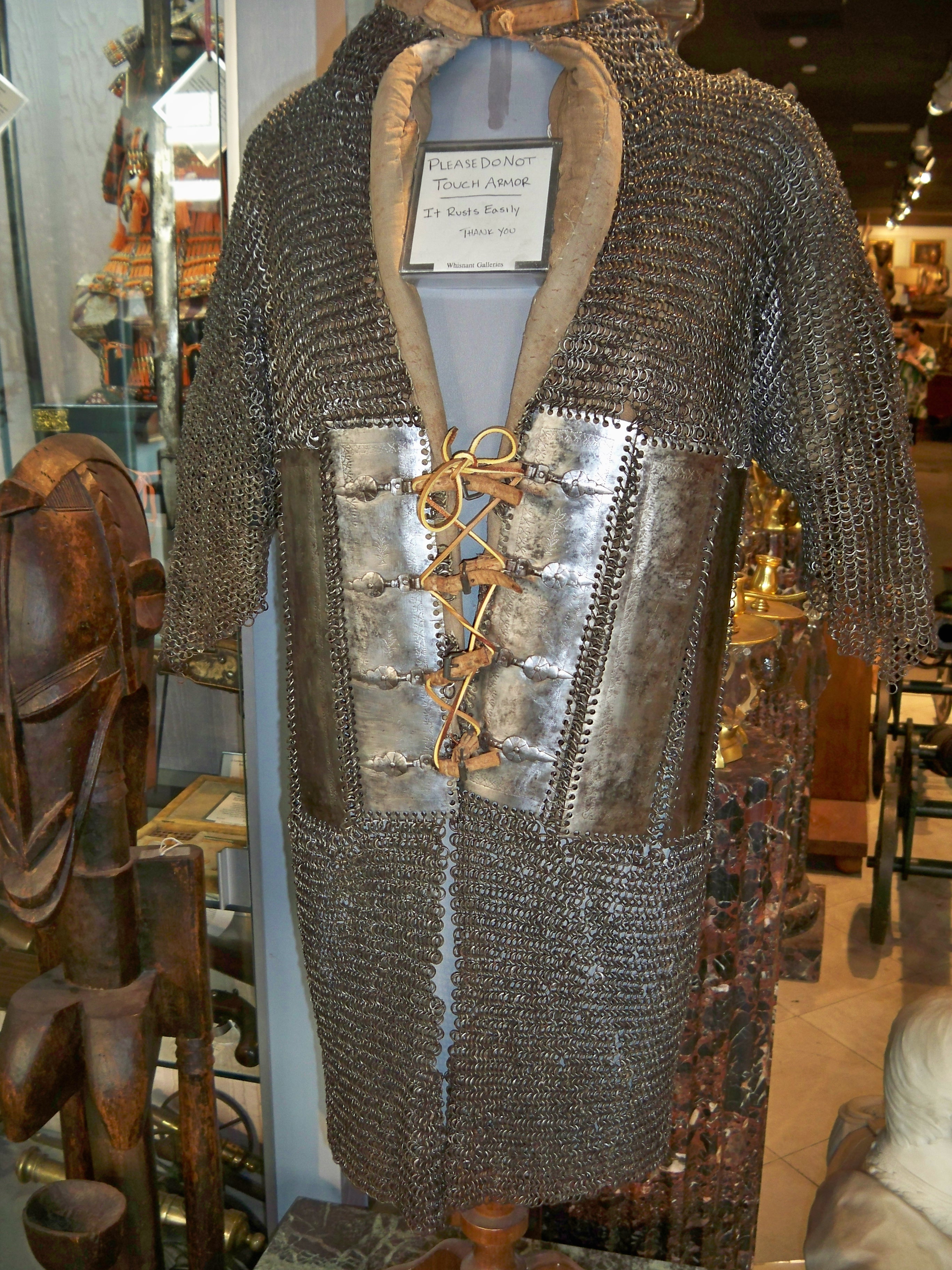
Індійський гауберк